# Hulok
A hulok (Hoolock hoolock) a gibbonfélék Hoolock nemének egyik faja (a másik a fehérarcú gibbon). Rendszertani besorolása nem egyértelmű. Egyéb tudományos nevei: Hylobates hoolock, Bunopithecus hoolock.

## Elterjedése, élőhelye
Hátsó-Indiában él Thaiföldtől Felső-Burmán át Jünnan keleti határáig. A többi gibbonhoz hasonlóan őserdei állat.

## Megjelenése
Mintegy 90 centiméter magas, a többi gibbonhoz hasonlóan hosszú karú, farkatlan majom. Bundája szénfekete, csak a homlokán húzódik egy fehér pánt; a fiatal állatok fekete-barnák, testük középvonala, végtagjaik és hátuk hamuszürke. A nőstények között előfordulnak világosabb szőrű, barnásfekete, illetve sárgásszürke példányok is.

## Alfajai
- Nyugati hulok (Hoolock hoolock hoolock)
- Keleti hulok (Hoolock hoolock leuconed Groves, 1967 )

## Külső hivatkozások
- A faj szerepel a Természetvédelmi Világszövetség Vörös Listáján. IUCN. (Hozzáférés: 2009. szeptember 25.)
- Brehm: Az állatok világa